# Erich Engel
Pour les articles homonymes, voir Engel.
Erich Engel, né à Hambourg le 14 février 1891, et mort à Berlin-Ouest le 10 mai 1966, est un réalisateur et metteur en scène est-allemand.
Même dans les ouvrages de référence, Erich Engel est parfois confondu avec le réalisateur de comédies et de films policiers Erich Engels (1889-1971).

## Biographie
Erich Engel travaille d'abord au Hamburger Kammerspiele en 1918, puis au Bayerisches Staatsschauspiel pour ensuite s'installer à Berlin et devenir l'assistant de Max Reinhardt et de Bertolt Brecht. Il met en scène l'une des plus célèbres pièces de Brecht : L'Opéra de quat'sous, créée à Berlin en 1928. Rejetant les théories expressionnistes, il prône un style réaliste à travers ses mises en scène.
Parallèlement à son activité théâtrale, il tourne des films à caractère social s'inscrivant dans le courant de la Nouvelle objectivité. En dépit d'une réputation de gauche, il semble s'accommoder du régime nazi sous le Troisième Reich et réalise pour la UFA des films dont certains ont un caractère de propagande.
Durant la guerre, il continue à travailler au Deutsches Theater, où il avait contribué à la mise en scène de Dans la jungle des villes en 1925 sous la direction de Brecht, et il y met en scène plusieurs spectacles.
Après la Guerre, il poursuit une carrière de metteur en scène au théâtre comme au cinéma, en travaillant pour la DEFA, en Allemagne de l'Est.
Il est décoré de la Bannière du Travail en 1965.

## Filmographie

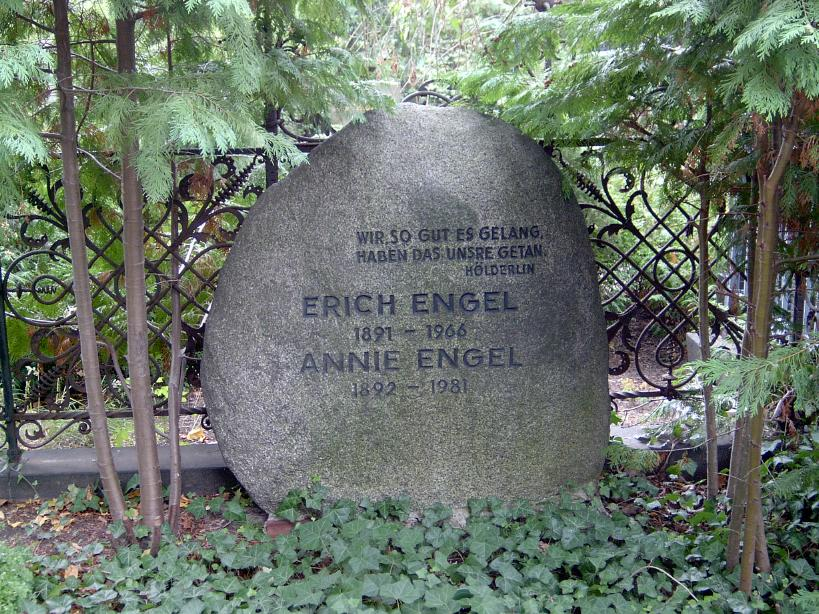
Tombe d'Engel au cimetière de Dorotheenstadt de Berlin

- 1923 : Mysterien eines Frisiersalons, coréalisé avec Bertolt Brecht
- 1924 : Die Liebe ist der Frauen Macht (de), coréalisé avec Georg Bluen
- 1931 : Der Mörder Dimitri Karamasoff (de), coréalisé avec Fedor Ozep
- 1931 : Wer nimmt die Liebe ernst? (de)
- 1932 : Les Cinq du jazz-band (Fünf von der Jazzband)
- 1933 : Inge et ses millions (de) (Inge und die Millionen)
- 1934 : Pechmarie (en)
- 1934 : Haute École (Hohe Schule)
- 1935 : Ce n'est qu'un comédien (de) (… nur ein Komödiant)
- 1935 : Pygmalion (de)
- 1936 : Une nuit avec l'empereur (en) (Die Nacht mit dem Kaiser)
- 1936 : Sa Majesté se marie ou Victoria jeune reine (Mädchenjahre einer Königin)
- 1936 : Un rêve de mariage (en) (Ein Hochzeitstraum)
- 1937 : Comédie dangereuse (en) (Gefährliches Spiel)
- 1937 : La Muselière (de) (Der Maulkorb)
- 1939 : La Folle Étudiante (Ein hoffnungsloser Fall)
- 1939 : Hôtel Sacher (de) (Hotel Sacher)
- 1939 : Nanette (de)
- 1940 : Isabelle (cy) (Der Weg Zu Isabel)
- 1940 : Jenny jeune prof (de) (Unser Fräulein Doktor)
- 1941 : L'Extravagante Nixi (de) (Viel Lärm um Nixi)
- 1942 : Amour d'été (de) (Sommerliebe)
- 1943 : Jeune fille sans famille (Altes Herz wird wieder jung)
- 1943 : Ne me parle pas d'amour (de) (Man rede mir nicht von Liebe)
- 1943 : Prince d'amour (de) (Es lebe die Liebe)
- 1945 : Wo ist Herr Belling? (film inachevé)
- 1948 : L'Affaire Blum (Affaire Blum)
- 1948 : Fahrt ins Glück (de)
- 1949 : Der Biberpelz
- 1950 : Land der Sehnsucht (de) (film inachevé)
- 1951 : Das seltsame Leben des Herrn Bruggs (de)
- 1951 : Kommen Sie am Ersten (de)
- 1952 : Valse dans la nuit (Unter den tausend Laternen)
- 1952 : La Vigne joyeuse (de) (Der fröhliche Weinberg)
- 1954 : L'Homme de ma vie (de) (Der Mann meines Lebens)
- 1954 : Toi seule (de) (Du bist die Richtige)
- 1954 : Consul Strotthoff (de) (Konsul Strotthoff)
- 1955 : Amour sans illusion (de) (Liebe ohne Illusion)
- 1955 : Vor Gott und den Menschen (de)
- 1957 : Mutter Courage und ihre Kinder - Eine Chronik aus dem Dreißigjährigen Krieg in 12 Bildern von Bertolt Brecht de Bertolt Brecht et de lui-même (crédités comme metteurs en scène de la pièce) et de Peter Hagen (crédité comme réalisateur de la captation télévisée) : téléfilm, enregistrement théâtral de la pièce Mère Courage et ses enfants.
- 1958 : Geschwader Fledermaus